# Куркала
Куркала — река в России, протекает на западе Виноградовского района Архангельской области. Куркала вытекает из озера Переднее, которое соединяется с озером Плосское. В верхнем течении также соединяется с озером заднее, а через него — с озером Глубокое-Берёзовое. В среднем и нижнем течении имеет несколько притоков. Устье реки находится в 4 км по левому берегу реки Чекозерка (приток Мягдомы). Длина реки составляет 19 км.

## Данные водного реестра
По данным государственного водного реестра России относится к Двинско-Печорскому бассейновому округу, водохозяйственный участок реки — Северная Двина от впадения реки Вага и до устья, без реки Пинега, речной подбассейн реки — Северная Двина ниже места слияния Вычегды и Малой Северной Двины. Речной бассейн реки — Северная Двина.
Код объекта в государственном водном реестре — 03020300412103000033744.

## Топографические карты
- Лист карты P-37-XI,XII Плесецк. Масштаб: 1 : 200 000. Указать дату выпуска/состояния местности.
- Лист карты P-37-47,48 Подволочье. Масштаб: 1 : 100 000. Состояние местности на 1982 год. Издание 1986 г.